# Société de bourse
Les sociétés de bourse étaient des entreprises agréées qui agissent pour le compte de leurs clients (investisseurs institutionnels, entreprises, etc.) sur les marchés financiers par la transmission d'ordres (discount broker), et/ou fournissent des services à haute valeur ajoutée à ces mêmes clients (conseil en introduction en Bourse, fusion-acquisition, analyse financière, etc.). Elles ont été renommées entreprises d'investissements en 1996.
L'agrément est délivré par l'Autorité de contrôle prudentiel et de résolution (ACPR). Elles sont représentées en France par l'Association française des marchés financiers (AMAFI).

## Organisation
Une société de bourse comprend un front office et un back office. Le front office est composé des vendeurs appelés sales, des analystes financiers actions, dérivés et chartistes tandis que le back office rassemble les juristes, les comptables, le contrôle de gestion, l'informatique et les ressources humaines.

## Histoire
Les sociétés de bourse ont succédé aux charges d'agent de change, dont les charges d'offices ministériels furent créées par Napoléon. Celui-ci disparut en 1989 lors de la réforme de la bourse de Paris lorsque le marché à la criée fut totalement remplacé par un système de cotation électronique.
Les sociétés de bourse d'aujourd'hui sont soit des anciens agents de change devenus filiales de banques, soit des entreprises indépendantes appelées « full broker » ou soit des filiales de banque créées ex nihilo.
Les sociétés de bourse ont elles-mêmes disparu à la suite de la loi de modernisation des activités financières de 1996. pour être remplacées par des entreprises d'investissements.